# Балканський рубіж
«Балка́нський рубіж» (рос. Балканский рубеж; серб. кир.: Балканска међа / серб. лат.: Balkanska međa) — російсько-сербський бойовик, фільм режисера Андрія Волгіна, сюжет якого частково базується на секретній операції по захопленню летовища Слатина у Косово під час військових дій НАТО проти Югославії. На думку російської сторони, ці події стали найнебезпечнішим загостренням відносин між Росією і Заходом з часів Карибської кризи.
Прем'єра фільму у Росії відбулася 21 березня 2019 року, до 20-ї річниці бомбардування у Югославії. Випущений компанією 20th Century Fox.
Зйомки проходили у Москві, Підмосков'ї, Сербії і в анексованому РФ Криму.

## Сюжет
Югославія, 1999 рік. Російська спецгрупа отримує наказ взяти під контроль летовище Слатина у Косово і утримувати його до приходу підкріплення. Але цей стратегічний об'єкт конче важливий албанському польовому командиру і натовським генералам. Група вимушена прийняти нерівний бій з повстанцями UÇK. До летовища поспішають російські війська і сили НАТО. Світ знову близький до великої війни. Але командиру спецгрупи Андрію Шаталову не до політики: у аеропорту серед заручників його кохана дівчина Ясна.

## Оцінки

### Позитивні
Фільм отримав змішані оцінки кінокритиків, і частина з них була заснована на тих чи інших політичних уподобаннях. Кінокритик і балканіст Дмитро Бавирін оцінив картину позитивно: «на історично передбачуваному та візуально бідному матеріалі було знято гостросюжетний та видовищний жанровий фільм».
Кінокритик Трофименков назвав Балканський рубіж «вищим досягненням вітчизняної кіноіндустрії»
Кінокритик Єгор Москвитін вказує на недоліки фільму: безліч сцен зі слоу-мо та довгий хронометраж, проте вказує на високе промальовування персонажів, відсутність акцентів, а битву за аеропорт наприкінці фільму називає «вершиноб батальної хореографії серед російських бойовиків про сучасну війну.»

### Негативні
Британська газета Times у своїй редакційній статті називає фільм спробою переписати історію в руслі російської зовнішньої політики на Балканах, при цьому незначні розбіжності щодо розміщення миротворців у Косово видаються за стратегічну перемогу Росії, режим Мілошевича є безневинною жертвою «агресії НАТО», а геноцид, влаштований сербами, не згадується зовсім. На думку Times, «фільм настільки тенденційний, що переходить усі межі художньої інтерпретації».
Завідувач відділу культури журналу «Огонек» Архангельський у своїй рецензії вказує, що автори фільму проігнорували «всю складність югославського конфлікту», а просто розділили сторони на «чужі погані» та «свої хороші», зробивши метою фільму сюжет «як ми „перемогли НАТО“».

## У ролях
- Антон Пампушний
- Гоша Куценко
- Мілош Бикович
- Равшана Куркова
- Гойко Митич
- Емир Кустуриця
- Срджан Тодорович
- Дмитро Фрід
- Мілена Радулович
- Роман Курцин
- Світлана Чуйкіна
- Міодраг Радонич
- Дмитро Вяткін
- Микита Кологривий
- Михайло Хмуров
- Анна Чапман